# Liste der Sixx-Sendungen

Senderlogo von sixx

Die Liste der Sixx-Sendungen enthält eine Aufzählung aller Sendungen und Serien, die bei Sixx ausgestrahlt werden bzw. wurden.

## Eigenproduktionen

### Vom SendernetzwerkProSiebenSat.1 Media

#### Magazine
- Deine Chance! 3 Bewerber – 1 Job, Dokusoap (seit 2012)
- Abenteuer Ferne, Dokusoap (seit 2010)
- Besser Essen – leben leicht gemacht, Dokusoap (seit 2010)
- Das Afrika Abenteuer, Dokusoap (seit 2011)
- Inside USA, Dokuserie (seit 2011)
- Mein neues Leben, Dokusoap (seit 2011)
- Watch Me – Das Kinomagazin, aktuelle Kino-Neustarts (seit 2016)

#### Unterhaltung
- Big Brother, Realityshow (2015, 2025)
- Das Model und der Freak, Dokusoap (seit 2010)
- Frank – der Weddingplaner, Dokusoap (2010)
- Germany’s Next Topmodel, Realityshow (seit 2010)
- sixx in concert, Konzertmitschnitte (2010)
- We Are Family! So lebt Deutschland, Dokusoap (2010)
- Austria’s Next Topmodel, Realityshow (seit 2012)
- Paula kommt – Sex und gute Nacktgeschichten (seit 2013)
- Promi Big Brother Late Night LIVE, Late-Night-Show (2014–2020)
- Pain & Fame Tattoo-Show 2016

#### Sport
- Beachvolleyball-Europameisterschaft 2013: Die Halbfinalspiele, das Spiel um den dritten Platz und das Finale der Männer am 4. August 2013 wurden live auf sixx ausgestrahlt. Von den Halbfinalspielen, dem Spiel um den dritten Platz und vom Finale der Frauen am 3. August 2013 wurde eine Zusammenfassung auf sixx am 4. August 2013 ausgestrahlt. Produziert wurden die Übertragungen von der ran-Redaktion.

#### Fernsehserien
- Anna und die Liebe, Daily Soap (seit 2012)
- Alles außer Sex, Comedyserie (seit 2010)
- Danni Lowinski, Comedyserie (seit 2011)
- Killerjagd, Krimiserie (seit 2011)
- Schmetterlinge im Bauch, Daily Soap (seit 2011)
- Verliebt in Berlin, Daily Soap (seit 2011)

### Vom Frauensendersixx

#### Magazine
- Bodycheck, Dokuserie (seit 2012)
- Fashiontrixx, Modemagazin (seit 2011)
- Frauengeschichten – Die sixx Reportage, Dokusoap (seit 2010)
- Freundinnen – Mädelsabend mit Biss!, Talk-Soap (seit 2010)
- sixx – Das Magazin, Boulevardmagazin (2010–2012, seit 2015)
- sixx doku, Dokuserie (seit 2012)
- sixxteen, Dokuserie (seit 2012)

### Unterhaltung
- Sweet & Easy – Enie backt, Kochshow (seit 2012)

## Fremdproduktionen

### Magazine
- Außer Kontrolle – Leben unter Zwang, Dokuserie (seit 2011)

### Talkshows
- Die Oprah Winfrey Show, US-Talkshow (seit 2010)
- Die Rachael Ray Show, US-Talkshow (seit 2010)
- Dr. Oz Show, US-Talkshow (seit 2011)
- The Nate Berkus Show, US-Talkshow (seit 2011)

### Doku
- Killer-Paare – Tödliches Verlangen, Krimi-Dokuserie (seit 2014)
- Top oder Flop? Die Super-Makler, Renovierungs-Dokuserie (seit 2015)
- Killer Couples: Mörderische Paare, Krimi-Dokuserie (seit 2016)

### Unterhaltung
- Die perfekte Hochzeit, Dokuserie (seit 2013)
- Der Hundeflüsterer, Dokusoap (seit 2012)
- Flirty Dancing – Louie Spence’s Showbusiness, Dokusoap (seit 2012)
- The Real Housewives of New York, US-Dokusoap (seit 2011)
- Pineapple Dance Studios, US-Dokusoap (seit 2011)
- Top Dog Model, Dokusoap (seit 2013)

### Fernsehserien
- 90210, US-Dramaserie (seit 2010)
- American Horror Story, US-Horrorserie (seit 2013)
- Aus Versehen glücklich, US-Comedyserie (seit 2012)
- Angel – Jäger der Finsternis, US-Dramaserie (seit 2014)
- Beautiful People, US-Dramaserie (seit 2013)
- Buffy – Im Bann der Dämonen, US-Dramaserie (seit 2013)
- Charlie’s Angels, US-Dramaserie (2012)
- Charmed – Zauberhafte Hexen, US-Mysteryserie (seit 2010)
- Defying Gravity – Liebe im Weltall, US-Dramaserie (2012)
- Desperate Housewives, US-Dramedyserie (seit 2010)
- Ed – Der Bowling-Anwalt, US-Comedyserie (seit 2011)
- Eine himmlische Familie, US-Dramaserie (seit 2013)
- Emergency Room – Die Notaufnahme, US-Dramaserie (seit 2010)
- Friends, US-Comedyserie (seit 2012)
- Grey’s Anatomy, US-Dramaserie (seit 2010)
- Ghost Whisperer – Stimmen aus dem Jenseits, US-Mysteryserie (seit 2010)
- Good Wife, US-Dramaserie (seit 2012)
- Gossip Girl, US-Jugendserie (seit 2010)
- Greek, US-Dramaserie (seit 2011)
- Hart of Dixie, US-Dramaserie (seit 2013)
- Harper’s Island US-Horrorserie (seit 2013)
- JAG – Im Auftrag der Ehre, US-Krimiserie (seit 2012)
- Lost, US-Mysteryserie (seit 2012)
- Mad Love, US-Sitcom (seit 2012)
- Make It or Break It, US-Dramaserie (seit 2012)
- Melrose Place, US-Dramaserie (2011 – Wiederholungen)
- Missing – Verzweifelt gesucht, US-Mysteryserie (seit 2010)
- Moonlight, US-Mysteryserie (2011, 2012, seit 2014)
- Nip/Tuck – Schönheit hat ihren Preis, US-Dramaserie (2010–2011 – Wiederholungen)
- One Tree Hill, US-Dramaserie (seit 2013)
- Private Practice, US-Dramaserie (2011–2012 – Wiederholungen)
- Rescue Me, US-Serie (seit 2010)
- Sabrina – Total Verhext!, US-Sitcom (2012)
- Sex and the City, US-Comedyserie (seit 2010)
- The Originals, US-Fantasyserie (seit 2014)
- Vampire Diaries, US-Fantasyserie (seit 2011)
- Weeds – Kleine Deals unter Nachbarn, US-Dramedyserie (seit 2013)
- Charmed (Fernsehserie), US-Fantasyserie (seit 2019)
- Supergirl (Fernsehserie), US-Science-Fictionserie (seit 2016)
- Pretty Little Liars: The Perfectionists (seit 2020)

### Kinderprogramm
- Gerald McBoing Boing (seit 2011)
- Geschichten aus der Feuerwache (seit 2011)
- Kikoriki (seit 2011)
- Puppy in my Pocket (seit 2011)
- Die Pfotenbande (seit 2011)
- Sailor Moon Crystal (2019–2020)
- k-On! (2019–2020)
- Sailor Moon (seit 2020)

## Ehemalige Eigenproduktionen

### Vom Sendernetzwerk ProsiebenSat.1
- Die Model-WG, Dokusoap (2011)
- Fashion & Fame – Design your Dream, Dokusoap (2011)
- Jugendcoach Oliver Lück, Dokusoap (2010)
- Koffer zu und weg – Die Auswander-Doku, Dokusoap (2010–2011)
- Look of Love – Neuer Style für die Liebe, Dokusoap (2010)
- Model in 1 Day, Dokusoap (2011)
- Schlüsselreiz, Dating-Doku (2010)
- STARS & stories Spezial: Das Leben der Superreichen, Promi-Magazin (2011)
- Zacherl: Einfach kochen!, Kochshow (2010–2011)
- Catch the Millionaire, Kuppelshow (2014)

#### Fernsehserien
- Anna und die Liebe, Daily Soap (2011–2012)
- Bis in die Spitzen, Familienserie (2010)
- Eine wie keine, Daily Soap (2010–2011)
- Hand aufs Herz, Daily Soap (2011)
- Lotta in Love, Daily Soap (2011)
- Maja, Comedyserie (2010)
- Mit Herz und Handschellen, Dramaserie (2011)

### Vom Frauensendersixx

#### Magazine
- Junge Mütter – total überfordert, Dokusoap (2010–2011)
- Windeln und Wellness – Familienurlaub all inclusive, Dokusoap (2010)

#### Dokumentationen
- 4 Blondes – Das Tagebuch der Luxusfrauen, Dokumentation (seit 2012)

#### Unterhaltung
- Jill Kussmacher: Glamour, Grill & Hollywood, Dokuserie (2012)

## Ehemalige Fremdproduktionen

### Fernsehserien
- Alias – Die Agentin, US-Dramaserie (2012–2013)
- Being Human, US-Dramedyserie (2012–2013)
- Brothers & Sisters, US-Dramaserie (2010–2011)
- Cougar Town, US-Sitcom (2011–2013)
- Damages – Im Netz der Macht, US-Anwaltsserie (2010–2011)
- Die himmlische Joan, US-Fantasyserie (2010–2011)
- Die Tudors, US-Historyserie (2011)
- Dr. Dani Santino – Spiel des Lebens (2012)
- Drop Dead Diva, US-Comedyserie (2011)
- Eli Stone, US-Dramaserie (2010)
- The Game, US-Sitcom (2011–2012)
- Hawthorne, US-Dramaserie (2011)
- Hope and Faith, US-Sitcom (2010)
- Kyle XY, US-Dramaserie (2010)
- Life Unexpected, US-Dramaserie (2011)
- Lipstick Jungle, US-Dramaserie (2010)
- Joey, US-Sitcom (2011)
- Life Is Wild, US-Dramaserie (2010)
- Medical Investigation, US-Dramaserie (2010–2012)
- Medium – Nichts bleibt verborgen, US-Dramaserie (2010–2012)
- Miami Medical, US-Dramaserie (2011)
- Moonlight, US-Dramaserie (2011)
- October Road, US-Dramaserie (2011)
- O.C., California, US-Dramaserie (2011–2012)
- Office Girl, US-Sitcom (2010–2011)
- Pan Am, US-Dramaserie (2013)
- Party of Five, US-Serie (2010–2011)
- Privileged, US-Dramaserie (2012–2013)
- Pushing Daisies, US-Serie (2010–2011)
- Ringer, US-Mysterieserie (2012)
- S1ngle, niederländische Serie (2010–2011)
- Samantha Who?, US-Comedyserie (2012–2013)
- Summerland Beach, US-Dramaserie (2010–2012)
- Sue Thomas: F.B.I., US-Dramaserie (2011–2013)
- The Ellen Show, US-Sitcom (2011–2013)
- The L Word – Wenn Frauen Frauen lieben, US-Dramaserie (2010–2013)
- Second Time Around, US-Sitcom (2012–2013)
- The Secret Life of the American Teenager, US-Dramaserie (2012–2013)
- Three Rivers Medical Center, US-Dramaserie (2012–2013)
- That’s Life, US-Comedyserie (2010–2011)
- Alles Betty!, US-Dramaserie (2010–2011)
- What About Brian, US-Dramaserie (2011–2012)
- Will & Grace, US-Sitcom (2010–2011)